# Тірис-ель-Гарбія

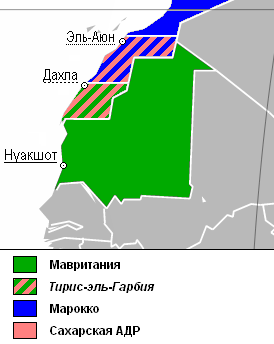
Тірис-ель-Гарбія

Тірис-ель-Гарбія (араб. تيرس الغربية, трансліт. Tīris al-Ġarbiyya, дос. «Західний Тірис») — колишня мавританські провінція в Західній Сахарі, що існувала з 1975 по 1979 рік.
Провінція Тірис-ель-Гарбія розташовувалася в південній частині Ріо-де-Оро, північна межа проходила неподалік від столиці провінції — міста Дахла. Загальна площа — 88 000 км. З моменту початку мароккано-мавританської окупації Західної Сахари була спірною територією між Мавританією і Полісаріо, що бореться за незалежність Сахарської АДР. Зараз територія колишньої провінції розділена так званою Стіною Ганьби між Марокко і САДР.
Назва  Тірис  належить до пустельної рівнини Сахари в північній частині Мавританії. Аналогічно називається провінція Тірис-Земмур, де Заммур належить до гірських хребтів в центрі Західної Сахари.

## Історія

### Кінець епохи колоніалізму
У 1975 році в результаті Мадридських угод північні дві третини Західної Сахари (Сегієт-ель-Хамра і північ Ріо-де-Оро) відійшли Марокко, а південна третина дісталася Мавританії. Обидві держави заявляли про свої історичні права на ці території, проте Міжнародний суд ООН, підтвердивши зв'язок західно-сахарських племен з Марокко і Мавританією, зробив висновок, що це не може бути підставою для відмови Західній Сахарі в праві на самовизначення. Дане право теоретично було надано всім колоніям у 1960 році.

### Після анексії Мавританією
Сформований для боротьби з окупантами Фронт Полісаріо зробив ряд успішних дій проти Мавританії, атакувавши залізорудне родовище в районі міста Зуерат, що призвело до значних економічних збитків країні. У червні 1976 року бійці Полісаріо здійснили рейд на столицю Мавританії Нуакшот і справили мінометний обстріл президентського палацу. Все це істотно підірвало позиції авторитарного режиму Мавританії під керівництвом президента Моктар ульд Дадди. 1978 року група бунтівних офіцерів під проводом підполковника Мустафи ульд Мухаммед Салеха повалила чинного президента. Мавританія вийшла з війни, відмовившись від будь-яких претензій на Західну Сахару, а потім визнала незалежність САДР. Країна зайняла нейтральну позицію в конфлікті, що триває донині між Марокко і Полісаріо. Однак звільнення провінції не сталося — вже на наступний день в неї була введена марокканська армія. Тепер[коли?] територія колишньої провінції Тірис-ель-Гарбія майже повністю окупована Марокко (за винятком південної і східної частини), де є частиною провінції Ваді-ед-Дахаб-ель-Кувіра (Ріо-де-Оро та Агуеро). На півдні колишньої провінції, при в'їзді з півночі на західну частину півострова Рас-Нуадібу, знаходиться мавританський військовий блокпост.